# Bogucin (powiat kozienicki)
Bogucin – wieś sołecka w Polsce położona w województwie mazowieckim, w powiecie kozienickim, w gminie Garbatka-Letnisko.
Wieś powstała dopiero około 1850 roku. 
W latach 1975–1998 miejscowość należała administracyjnie do województwa radomskiego.
Wieś jest siedzibą rzymskokatolickiej parafii św. Maksymiliana Kolbego.